# Cestrum milciomejiae
Cestrum milciomejiae là loài thực vật có hoa trong họ Cà. Loài này được Zanoni mô tả khoa học đầu tiên năm 1995.